# Pal Zileri
Pal Zileri er et italiensk luksus modefirma, der producerer både formelt og casual tøj. Virksomheden blev grundlagt i 1980 af Gianfranco Barizza og Aronne Miola i Quinto Vicentino. Pal Zileri er en del af Forall Confezioni Spa. Hovedkvarteret ligger i Milano.